# Pteraster caribbaeus
Pteraster caribbaeus is een zeester uit de familie Pterasteridae.
De wetenschappelijke naam van de soort werd in 1881 gepubliceerd door Edmond Perrier.